# سنت-فرانسواز (سانتر-دو-کبک)
سنت-فرانسواز، سانتر-دو-کبک (به فرانسوی: Sainte-Françoise) شهری در منطقه شهری بکانکور ناحیه سانتر-دو-کبک در استان کبک کانادا است. در سرشماری سال ۲۰۱۱ این شهر ۵۰۹ نفر جمعیت داشته‌است و مساحت آن ۸۹٫۱۲ کیلومتر مربع است.